# وادي الجوف (سراة بلقرن)
وادي الجوف هو واد ضيق ومورد ماء جارٍ طوال العام في سراة بلقرن من فروع وادي غضار جنوبي قرى الحرجة، وله فروع منها وادي الزرب، ووادي مغينمة.